# Eat It
Eat It (« Mange-le » en français) est une chanson parodique de Weird Al Yankovic. Il s'agit d'une parodie de Beat It (« Tire-toi ») de Michael Jackson. Ce single a été classé no 1 en Australie et no 12 au Billboard Hot 100 aux États-Unis. Eat It a valu à son auteur un Grammy Award dans la catégorie « Best Comedy Recording ».

## Éditions

### Sortie 1984
L'édition 1984 contenait les singles suivants : 
1. Eat It – 3:19
2. That Boy Could Dance – 3:32

### Rééditions 1985/1993
1. Eat It – 3:19
2. I Lost on Jeopardy – 3:26

## Clip vidéo
Le clip de Eat It est un remake plan par plan du clip de Beat It, sauf que dans la version de Yankovic, beaucoup de détails sont modifiés ou parodiés pour les rendre absurdes et drôles. On voit au début, comme dans l'original, un bar, mais l'homme qui demande à son ami de le suivre lui donne un coup dans le dos quand il boit son café, ce qui le fait recracher. On retrouve aussi un gros homme qui se coince dans la bouche d'égouts, le sosie de Michael Jackson qui frappe avec un coup de porte, en entrant dans le bar, un homme qui, lui, sortait. Mais le plus drôle est sans doute quand, au lieu de réconcilier les deux criminels, le sosie de Michael Jackson les frappe à coups de poing.
À la toute fin du clip, Yankovic a glissé un clin d'œil au clip de Thriller, autre grand succès de Michael Jackson.

## Classements
| Classement (1984)              | Meilleure position |
| ------------------------------ | ------------------ |
| Australie (Kent Music Report)  | 1                  |
| États-Unis (Billboard Hot 100) | 12                 |
| Irlande (IRMA)                 | 18                 |
| Nouvelle-Zélande (RMNZ)        | 6                  |
| Royaume-Uni (UK Singles Chart) | 36                 |